# Añil

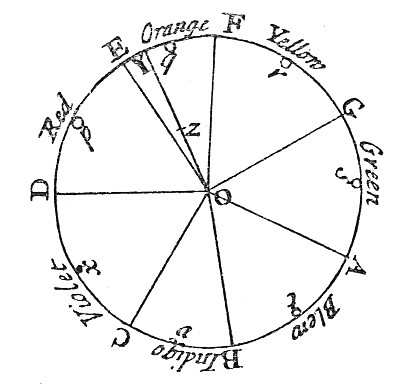
Círculo de colores publicado por Isaac Newton en su obra Opticks (1704). El color al que llamó «índigo» se encuentra en la parte baja del círculo, entre el azul y el violeta.

Añil es la denominación tradicional de las variedades oscuras y profundas del color azul; antiguamente se le llamaba también glasto. Añil o índigo son asimismo los colores que se perciben ante la fotorrecepción de una luz cuya longitud de onda dominante mide entre 420 y 450 nm.
Originariamente, el añil o índigo era un colorante de uso predominantemente textil cuyo color, por extensión, se denominaba también así. Esta coloración comenzó a ser considerada parte del espectro de luz visible —y por lo tanto del arcoíris— cuando Isaac Newton dio la denominación de color «índigo» a la franja azul oscura del espectro.
La confusión y sinonimia entre añil, índigo y glasto se debe a que estos son los nombres comunes de tres plantas de las que se solía obtener un tinte de color similar por medio del mismo proceso. El nombre «añil» se aplica a Indigofera tinctoria, «índigo» a Indigofera suffruticosa y «glasto» a Isatis tinctoria.
En el recuadro de la derecha se muestra la coloración estándar añil, que puede encontrarse normalizada en catálogos cromáticos y guías de colores. La denominación de color «añil» o «índigo» también incluye a los colores parecidos al estándar, añilados.

## Etimología
La palabra «añil» procede del árabe hispánico anníl o annír, este del árabe clásico níl[aǧ], este del persa nil, y este del sánscrito nīla. Su uso en idioma castellano se remonta al siglo XIII.
«Índigo» deriva del latín indĭcus, ‘de la India’, debido a que este colorante se importaba desde allí. Probablemente haya ingresado al idioma castellano por vía del genovés o del veneciano. Aparece en nuestro idioma en 1555, bajo la forma índico.

## El colorante índigo: historia

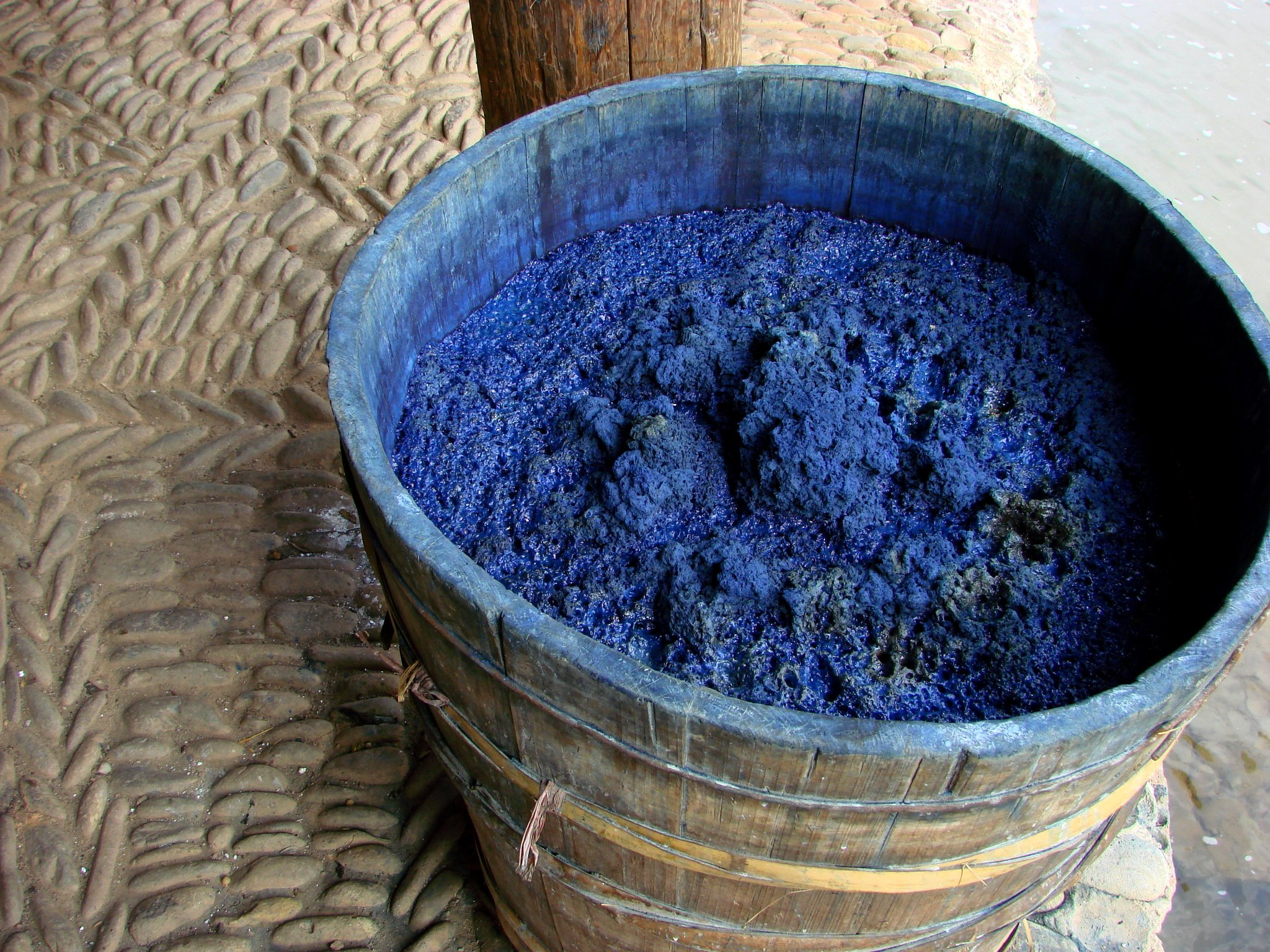
Fermentación casera de pasta de índigo en la provincia china de Guizhou

### Índigo natural
Se denomina índigo natural, a una pasta colorante que se ha usado para teñir telas, en la fabricación de tintas y como pigmento pictórico. Se elabora macerando en agua los tallos y las hojas de ciertas plantas del género Indigofera, como Indigofera tinctoria e Indigofera suffruticosa; de esto resulta una pasta de color azul oscuro intenso, algo purpúreo. Esta es la coloración índigo específica, aunque también se le ha llamado, inespecíficamente, añil y glasto. El color se debe a la indigotina, producto de la oxidación del indoxilo, derivado de la hidrolización del indicán contenido en la pasta colorante. Puede verse las muestras de color índigo específico en el siguiente recuadro:
|            | Añil               | Índigo             | Índigo              |
| Hex        | #264796            | #1C4C96            | #00416A             |
| CMYK       | (100, 80, 0, 0)    | (100, 75, 0, 5)    | (100, 56, 11, 49)   |
| RGB        | (38, 71, 150)      | (28, 76, 150)      | (0, 65, 106)        |
| HSV        | (222°, 75 %, 59 %) | (216°, 81 %, 59 %) | (203°, 100 %, 42 %) |
| Referencia | [ 1 ]              | [ 1 ]              | [ 7 ]               |

La evidencia directa del uso de índigo más antigua data alrededor de 4000 a. C. en Huaca Prieta, en Perú. El uso de índigo de plantas del género Indigofera se remonta aproximadamente al año 1580 a. C. en el antiguo Egipto, donde fue identificado en el vendaje de momias. La primera mención occidental del tinte de índigo se debe a Vitruvio en el siglo I a. C., en tanto que el proceso de elaboración de la pasta colorante en India fue descrito por Marco Polo; en esa región el índigo se usa desde el 2000 a. C., como tinte y como pigmento.
En la Mesoamérica precolombina, el añil se extraía de diversas especies de plantas del género Indigofera conocidas hoy con el nombre de jiquilite, y se usaba normalmente para teñir túnicas y ropajes sacerdotales. El añil americano también formaba parte de la fórmula del pigmento azul maya, de notable estabilidad. En la región se produjo índigo natural hasta mediados del siglo XIX, momento en el que comenzaron a descubrirse y fabricarse industrialmente los colorantes sintéticos en Europa.
En general, la obtención de índigo de plantas del género Indigofera ha estado restringida a las regiones cálidas del planeta (salvo en los casos de exportación del colorante), mientras que en las zonas más frías se recurrió a otras plantas, como el glasto (Isatis tinctoria) y Polygonum tinctorum. También produce un tinte índigo el caracol marino Hexaplex trunculus, pero el tinte de caracoles no fue ampliamente usado debido a lo difícil de su obtención.

### Índigo artificial
Índigo artificial, índigo sintético, indigotina o índigo es la denominación común de los colorantes industriales que se obtienen a partir de la unión alcalina del ácido anilino acético o del ácido fenilglicina ortocarboxílico.
El químico alemán Adolf von Baeyer obtuvo la primera síntesis de índigo artificial en 1880, y la perfeccionó en 1883 tras una larga investigación sobre el benceno, lo que le valió un premio Nobel en 1905, a pesar de que su método no producía un índigo suficientemente barato como para reemplazar al natural. Finalmente, el suizo Karl Heumann, en 1890, logró la síntesis adecuada para uso industrial. Uno de los nombres que recibió por entonces el índigo artificial fue «azul de Prusia».

## Como color

### En el espectro newtoniano y en el arcoíris: sexto color

En el espectro de luz visible, el añil o índigo está cerca de uno de los extremos, entre el violeta y los azules no oscuros

En Occidente, la interpretación tradicional del cromatismo del arcoíris sostiene que este contiene siete colores, que corresponden a los siete colores en que Newton dividió el espectro de luz visible. En este contexto, el añil o índigo es considerado el sexto color, tanto del espectro newtoniano como del arcoíris, y constituye la franja azul oscura del espectro.
La longitud de onda de la luz añil es de alrededor de 435 nm; las frecuencias más altas que el añil se perciben como violeta, y las más bajas como azul medio y azul claro. 

### Índigo pictórico
Las pinturas para artistas que se comercializan bajo la denominación de color «índigo» pueden estar compuestas de índigo natural o de tioíndigo artificial, un colorante derivado del alquitrán. Debajo se dan muestras de la coloración característica de las mismas; la muestra «aclarada» representa el aspecto de la pintura índigo aclarada con blanco.
|            | Índigo             | Índigo aclarado    |
| HEX        | #2B3D68            | #417194            |
| CMYK       | (100, 85, 30, 0)   | (80, 50, 30, 0)    |
| RGB        | (43, 61, 104)      | (65, 113, 148)     |
| HSV        | (222°, 59 %, 41 %) | (205°, 56 %, 58 %) |
| Referencia | [ 1 ]              | [ 1 ]              |

### Otros datos de interés
- El elemento químico indio (In), debe su nombre a que la línea espectral que produce cae sobre la región de color índigo del espectro de luz visible.[1]

- El añil o índigo es un color de fuertes reminiscencias mediterráneas. Esto es debido a su uso junto a la cal para la pintura de zócalos de fachadas en todo el arco mediterráneo. Se le conoce como azulete.

## Galería

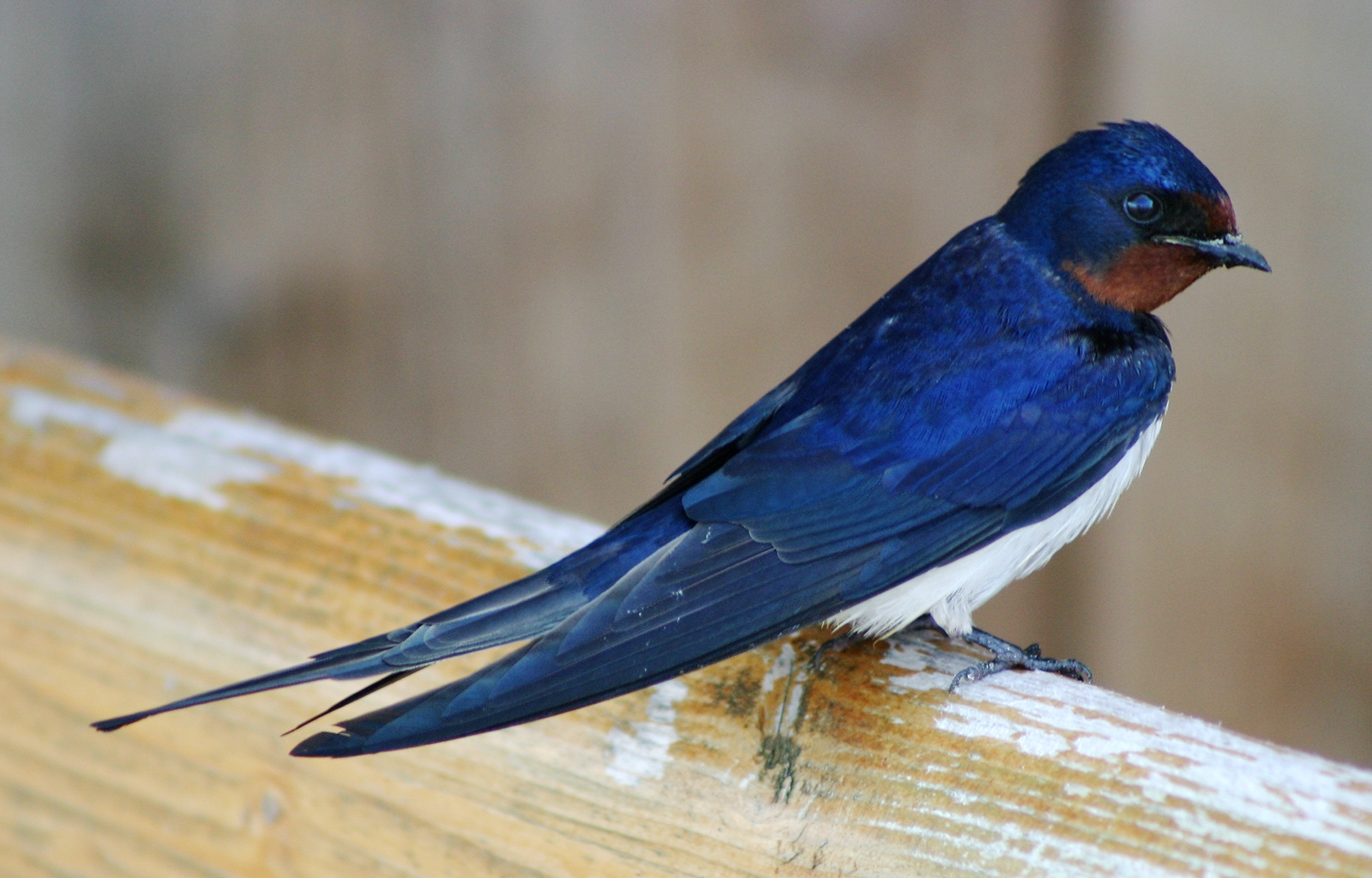
Golondrina
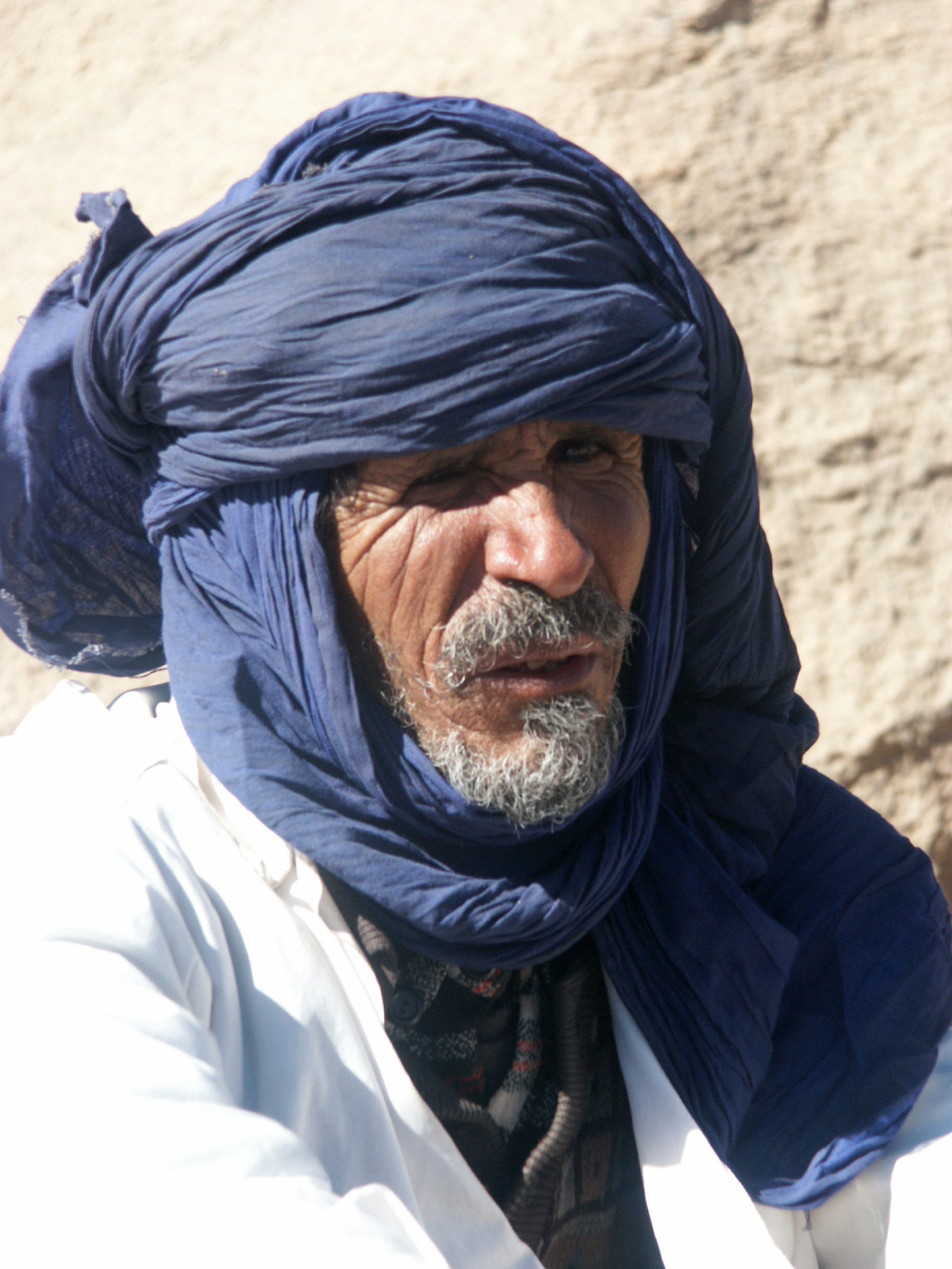
Tuareg de Argelia con turbante típico añil
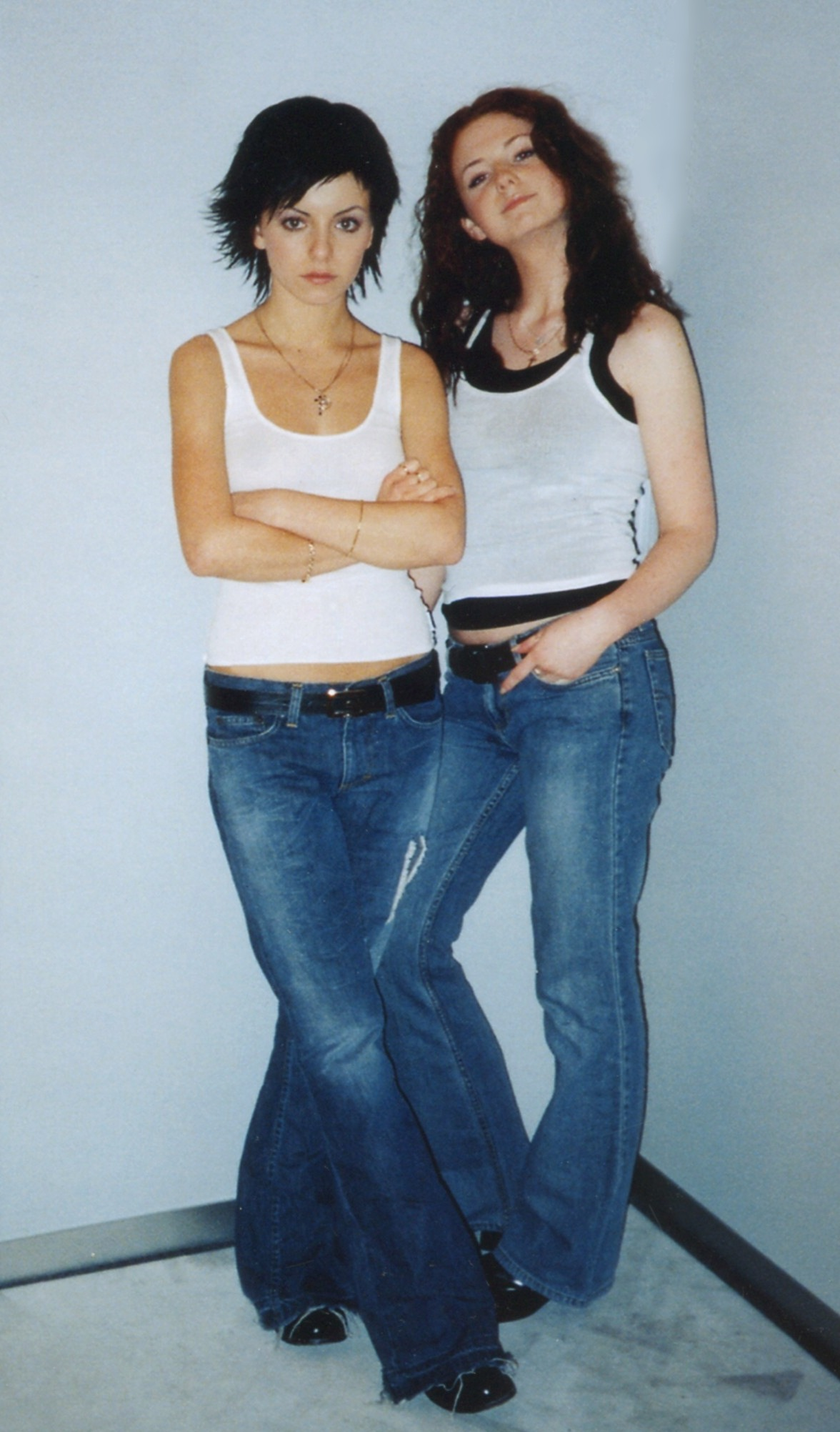
Los típicos blue jeans usan colorante añil natural o sintético (foto: grupo de música t.A.T.u.)
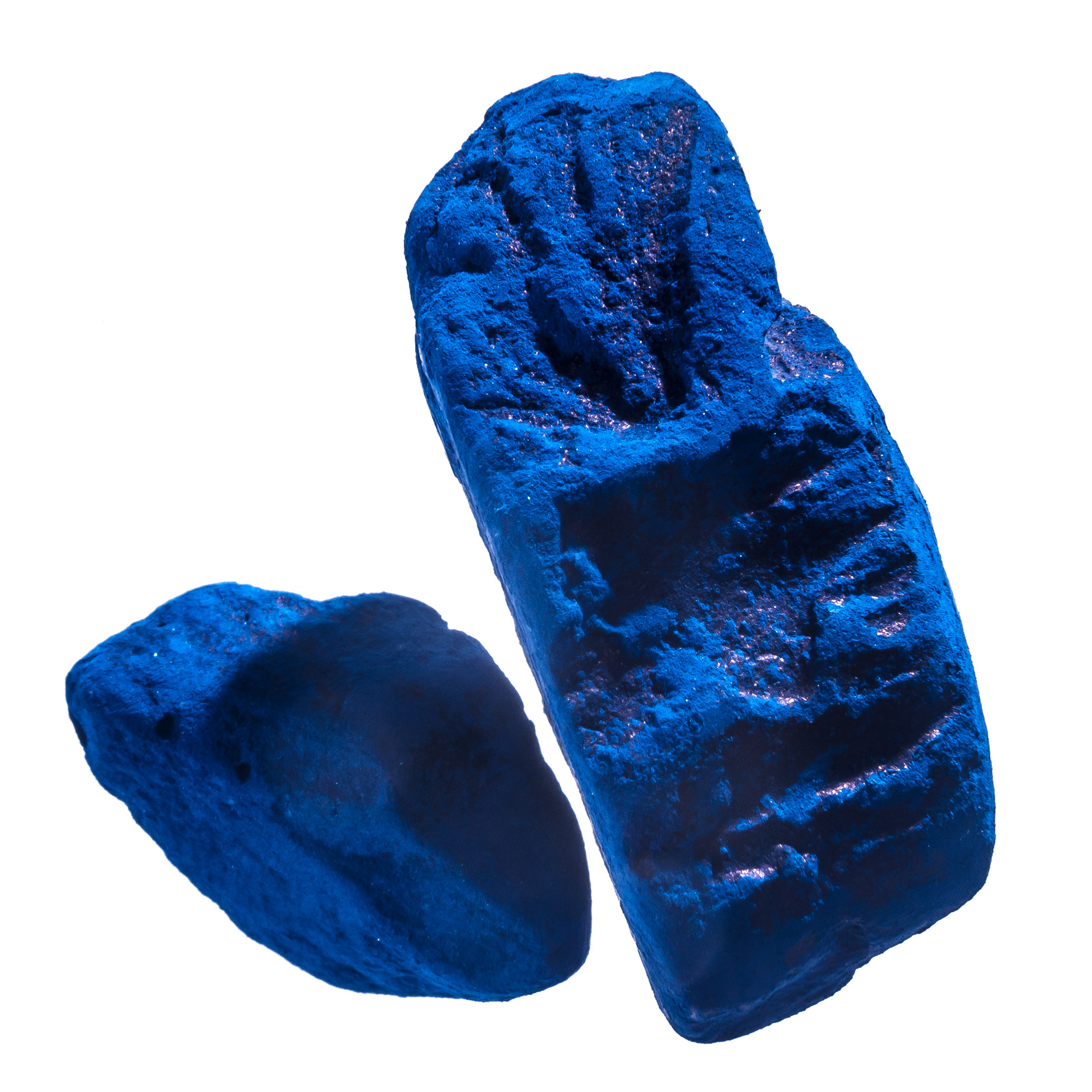
Pastel de añil sintético para teñido de jeans